# Episodi di Kill la Kill
Questa è la lista degli episodi della serie anime Kill la Kill, prodotta dalla Trigger e diretta da Hiroyuki Imaishi. Tutti i titoli originali prendono il nome da musiche pop giapponesi provenienti dalla collezione iTunes dello sceneggiatore Kazuki Nakashima.

## Episodi
| Nº  | Titolo italiano Giapponese 「Kanji」 - Rōmaji | In onda          | In onda |
| Nº  | Titolo italiano Giapponese 「Kanji」 - Rōmaji | Giapponese       |         |
| 1   | Se avessi le spine di un cardo 「あざみのごとく棘あれば」 - Azami no gotoku toge areba | 3 ottobre 2013   |         |
| 1   | Ryuko Matoi si trasferisce all'Istituto Honnouji, un liceo dominato dal suo temibile consiglio studentesco, che indossa potenti ultra uniformi in grado di dotarlo di poteri sovrumani. In cerca di indizi sull'omicidio di suo padre, Ryuko affronta la presidente del consiglio studentesco, Satsuki Kiryuin, dicendole che sta cercando la proprietaria dell'altra metà di un grosso paio di forbici in suo possesso. Tuttavia, viene sconfitta dal capitano del club di pugilato, Takaharu Fukuroda, usando il potere della sua ultra uniforme a due stelle. Dopo essersi rifugiata tra le rovine di casa sua, Ryuko cade in una botola preparata dal suo insegnante Aikuro Mikisugi. Atterra nel seminterrato e lì trova un'uniforme alla marinara che le si mette addosso con la forza. Il giorno seguente, Takaharu si prepara a giustiziare l'amica di Ryuko e sua compagna di classe Mako Mankanshoku per tradimento. Ryuko arriva per salvarla e affronta Takaharu di nuovo, stavolta usando i poteri della sua nuova uniforme per sconfiggerlo e distruggergli l'ultra uniforme. Subito dopo, Ryuko chiede nuovamente a Satsuki che cosa sappia sulla posseditrice, la quale è presumibilmente colei che ha ucciso suo padre. |                  |         |
| 2   | Sexy da svenire 「気絶するほど悩ましい」 - Kizetsu suru hodo nayamashii | 10 ottobre 2013  |         |
| 2   | Affaticata dalla recente battaglia, Ryuko sviene durante la fuga, per poi risvegliarsi a casa Mankanshoku. Di notte, Ryuko riflette sull'incontro con l'uniforme, che decide di chiamare Senketsu e che è stata creata da suo padre, Isshin Matoi. Il giorno seguente, Ryuko si imbatte nel capitano del club di tennis femminile, Omiko Hakodate, che la colpisce via dopo che Senketsu non si attiva. Viene trovata da Aikuro, il quale le spiega che Senketsu è una veste divina e che necessita di sangue per funzionare, dandole un guanto per aiutarla a tal proposito. Le dice anche di sconfiggere Omiko in cambio di più informazioni su Senketsu. Ryuko va ad affrontare Omiko e, dopo qualche interferenza di Mako, le due si sfidano a una partita di tennis. Ryuko inizialmente si trova in difficoltà, ma alla fine riesce a reagire con la sua lama forbice e distrugge l'ultra uniforme di Omiko, vincendo il match per un cavillo tecnico. Subito dopo, Satsuki appare davanti a Ryuko per sfidarla in combattimento, brandendo una spada capace di tagliare Senketsu e inducendo Ryuko a fuggire. |                  |         |
| 3   | Junketsu 「純潔」 - Junketsu | 17 ottobre 2013  |         |
| 3   | Aikuro racconta a Ryuko che le ultra uniformi presentano quelle caratteristiche uniche grazie alla presenza delle biofibre da guerra, mentre le vesti divine sono uniformi fatte interamente di quel materiale. Spiega anche che Isshin si era affidato a lui per consegnarle Senketsu dopo la sua morte. Nel frattempo Satsuki, frustrata per il fatto che Ryuko abbia provato una veste divina prima di lei, ne indossa una di nome Junketsu, che era stata conservata dalla sua famiglia. Il giorno successivo, Satsuki affronta Ryuko con Junketsu, sopraffacendola con il suo nuovo potere senza mostrare alcuna vergogna riguardo al suo aspetto. Dopo aver sentito il consiglio di Mako di diventare completamente nuda, Ryuko comprende la vera natura di una veste divina e libera il suo potere completo, combattendo così allo stesso livello di Satsuki. Dopo che Ryuko promette di annientare le ambizioni di Satsuki in modo da ricevere le risposte che cerca, Satsuki la sfida ad affrontare ogni singolo studente che le porrà davanti prima del loro prossimo incontro. |                  |         |
| 4   | Una mattina miserabile 「とても不幸な朝が来た」 - Totemo fukō na asa ga kita | 24 ottobre 2013  |         |
| 4   | Mentre Senketsu viene lavato, Ryuko si trova di fronte alla giornata del ritardo vietato, un evento scolastico in cui ogni studente deve raggiungere la scuola in tempo attraversando percorsi pieni di trappole, pena l'espulsione. Lei e Mako si fanno strada attraverso una pista pericolosa insieme alla loro compagna di classe ferita Maiko Ogure, mentre la famiglia di Mako tenta di consegnarle Senketsu. Dopo aver sequestrato un autobus corazzato, le ragazze riescono a raggiungere il cortile della scuola con quindici minuti di anticipo. Tuttavia, Maiko si rivela essere un membro del comitato disciplinare, che ruba Senketsu e lo indossa nel tentativo di detronizzare Satsuki. Tuttavia, Senketsu la immobilizza e permette così a Ryuko di recuperarlo. Con cinque minuti rimasti, Maiko attiva un'altra trappola per rispedire Ryuko e Mako all'inizio del percorso. Le due arrivano in classe in tempo usando la funivia non stop della scuola, mentre Ira Gamagoori, capo del comitato disciplinare e membro dei Quattro Deva, espelle Maiko per tradimento. |                  |         |
| 5   | Grilletto 「銃爪（ヒキガネ）」 - Hikigane | 31 ottobre 2013  |         |
| 5   | Un cecchino di nome Tsumugu Kinagase cerca di assassinare Ryuko, ma viene interrotto dal club di giardinaggio, che riesce a sconfiggere con facilità. Dopo aver affrontato il club di biologia, Ryuko viene attaccata da Tsumugu, il quale la blocca a terra e tenta di costringerla a spogliarsi, ma è costretto a ritirarsi dopo che viene fermato da Aikuro. Di notte, Aikuro e Tsumugu si incontrato per parlare e Tsumugu spiega che la veste divina potrebbe diventare un'enorme minaccia se lasciata andare. Il giorno successivo, Ryuko affronta Tsumugu, il quale la attacca con degli aghi in grado di bloccare i poteri delle ultra uniformi e delle vesti divine. Entrambi subiscono un attacco combinato dei club di giardinaggio, rakugo e hyakunin isshu. Una volta annientati i club, Ryuko si trova con le spalle al muro e Senketsu offre se stesso per proteggerla, ma Mako affronta Tsumugu e riconsegna Senketsu a Ryuko. Dopo che Tsumugu comprende il legame tra Ryuko e Senketsu, i due vengono attaccati da uno dei Quattro Deva, Nonon Jakuzure, ma Tsumugu li aiuta a fuggire. |                  |         |
| 6   | Non incolparmi solo perché ti va 「気分次第で責めないで」 - Kibun shidai de semenaide | 7 novembre 2013  |         |
| 6   | Dopo essere venuta a conoscenza del rapporto tra Tsumugu e Aikuro, Ryuko tenta di fare pressione su quest'ultimo per scoprire più informazioni, ma non riesce ad ottenere nient'altro che il nome della sua organizzazione, i Nudist Beach. Nel frattempo, un altro dei Quattro Deva, Uzu Sanageyama, ottiene il permesso di combattere contro Ryuko da Satsuki, la quale, pochi istanti dopo, riceve una telefonata da sua madre Ragyo in merito all'abito che non avrebbe dovuto indossare. Il giorno dopo, Uzu sfida Ryuko, affrontandola con la sua ultra uniforme a tre stelle, la trama di spade. Inizialmente è in vantaggio poiché riesce a prevedere tutte le mosse di Ryuko con la sua vista rapida, ma Ryuko supera questo ostacolo usando parti della sua uniforme per bloccare il suo raggio visivo, sconfiggendolo e distruggendogli l'uniforme. Deciso a non arrendersi, Uzu si sottopone a un'operazione per farsi cucire gli occhi e sfida Ryuko di nuovo, stavolta usando i suoi altri sensi per predire i suoi movimenti e sopraffarla. Tuttavia, prima che possa sferrare il colpo di grazia, la sua ultra uniforme si surriscalda non riuscendo a sostenere il suo nuovo potere e dando così l'opportunità a Ryuko di scappare. |                  |         |
| 7   | Una perdente che non posso odiare 「憎みきれないろくでなし」 - Nikumi kirenai rokudenashi | 14 novembre 2013 |         |
| 7   | Avendo saputo che molti studenti hanno iniziato a creare i propri club in modo da diventare candidati per migliori uniformi e ottenere, così facendo, uno stile di vita più alto, Ryuko decide di fondare il club delle risse, assegnando a Mako il compito di gestire tutti i documenti e gli incontri in quanto presidentessa. Dato che Ryuko incrementa la reputazione del club sconfiggendo altri presidenti, Mako riesce ad ottenere un'uniforme a una stella, promuovendo la famiglia Mankanshoku a un appartamento migliore. La determinazione di Mako nel preservare la felicità familiare da poco acquisita porta la famiglia a uno stile di vita ancora più lussurioso. Tuttavia, mentre Mako diventa più seria riguardo ai suoi compiti come presidentessa del club e gli altri parenti vivono nel lusso, Ryuko comincia a sentirsi sola poiché la famiglia trova sempre meno tempo da spendere insieme. Proprio quando Ryuko decide di lasciare il club delle risse, Satsuki assegna un'uniforme a due stelle a Mako, dicendole di sconfiggere Ryuko per mantenere intatta la sua vita agiata. Ryuko si lascia colpire dagli attacchi di Mako, la quale ben presto capisce di essersi comportata in maniera sbagliata e scioglie il club delle risse ritornando nei bassifondi. Nel frattempo, Satsuki rivela che, sfruttando Ryuko per eliminare i club più deboli, ricostruirà il consiglio studentesco tramite delle elezioni improvvisate. |                  |         |
| 8   | Sarò io ad asciugare le mie lacrime 「俺の涙は俺が拭く」 - Ore no namida wa ore ga fuku | 21 novembre 2013 |         |
| 8   | Satsuki annuncia il suo nuovo sistema elettorale, nel quale gli studenti dovranno sopravvivere a una battaglia di sette giorni per distinguersi dalla massa e ottenere le ultra uniformi, facendo entrare l'intera scuola in uno stato di emergenza. Nel frattempo, Ryuko porta Mako alle rovine della sua vecchia casa, dove le racconta le circostanze riguardo alla morte del padre. Non trovando alcun indizio nel seminterrato dove aveva incontrato Senketsu, Ryuko e Mako si dirigono verso casa quando il loro motorino finisce la benzina. Incontrano così Ira che, avendo appena ottenuto la patente, si offre di portarle a una stazione di servizio. Durante il viaggio vengono attaccati dai club dell'automobile e di softair, che mirano all'ultra uniforme a tre stelle di Ira, la trama di legamenti. Rammentando il suo primo incontro con Satsuki, Ira libera la sua uniforme, la quale sfrutta il potere del masochismo per evolversi nella trama di legamorte e annientare gli avversari. Una settimana dopo, inizia lo spareggio tra i sopravvissuti alle elezioni, con vincitori Ryuko e i Quattro Deva. A questo punto, Satsuki sfida Ryuko a sconfiggere ognuno dei Quattro Deva in cambio dei dettagli sulla morte del padre, tra i quali il primo avversario è Ira. |                  |         |
| 9   | Un'unica occasione 「チャンスは一度」 - Chansu wa ichido | 28 novembre 2013 |         |
| 9   | Mentre Ryuko attende il momento della sua battaglia contro Ira, Aikuro le chiede di ritirarsi dallo scontro, avvertendola di non essere pronta ad affrontare i Quattro Deva, richiesta che viene naturalmente rifiutata. Poco dopo, la battaglia ha inizio e Ira attiva la sua trama di legamenti per poi attaccarsi da solo in modo da ottenere il potere necessario per trasformarla nella trama di legamorte. Ryuko scopre che la trama di legamenti ha anche lo scopo di proteggere le biofibre e che è impossibile danneggiarla senza attivare la trama di legamorte. Imperterrita, Ryuko continua ad attaccare, costringendo Ira a liberare il pieno potere della trama di legamorte nel tentativo di plasmare con la forza l'avversaria in una studentessa modello. Tuttavia, Senketsu mette in atto un piano, facendo tornare Ryuko alla modalità non sincronizzata e facendosi catturare dall'uniforme di Ira per poi distruggerla dall'interno con la sua versione a lame vibranti. Dopo aver vinto lo scontro e aver sconfitto Ira, Ryuko si prepara ad affrontare il suo prossimo avversario, Hoka Inumuta. |                  |         |
| 10  | Voglio saperne di più su di te 「あなたを・もっと・知りたくて」 - Anata o motto shiritakute | 5 dicembre 2013  |         |
| 10  | Hoka usa la sua ultra uniforme a tre stelle, la trama di ricerca, per analizzare le abilità di combattimento di Ryuko e anticipare i suoi movimenti. Quando Ryuko contrattacca combattendo a casaccio, Hoka ricorre alla sua tecnica di mimetizzazione e la affronta da invisibile. Ryuko allora decide di espandere l'occhio di Senketsu e colpire tutta l'arena dello scontro con una sola mossa, senza lasciargli uno spazio per fuggire. Preferendo non perdere i dati raccolti su Senketsu durante la battaglia, Hoka si arrende prima che la sua uniforme venga distrutta. Nonon si fa dunque avanti per affrontare Ryuko con la sua ultra uniforme a tre stelle, la trama musicale grave, un enorme velivolo che attacca con vibrazioni sonore. Nonon tenta di eliminare Ryuko distruggendo l'arena, ma Ryuko attiva una nuova forma aerea di Senketsu, la versione uragano, per non essere squalificata. Preoccupato dalla velocità con cui Senketsu si sta evolvendo, Aikuro contatta Tsumugu, il quale si precipita all'Istituto Honnouji. |                  |         |
| 11  | Non dirmi che sono carina 「可愛い女と呼ばないで」 - Kawaii onna to yobanai de | 12 dicembre 2013 |         |
| 11  | Ryuko prova a sfruttare le sue abilità di volo per attaccare Satsuki, ma Nonon la ostacola finché Ryuko non distrugge il suo dirigibile con un suo stesso missile. Tuttavia, Nonon esegue un'altra performance liberando la seconda forma della sua uniforme, la trama musicale da capo, usando la musica per disturbare la comunicazione di Ryuko con Senketsu. Ryuko contrattacca manipolando le onde sonore di Nonon in modo da farle combaciare con le sue, per poi rispedirle verso Nonon e sconfiggerla. Nel frattempo, Tsumugu spedisce un pericoloso proiettile ad Aikuro, che si prepara ad usarlo su Ryuko qualora fosse necessario. Appena Ryuko e Uzu stanno per cominciare il loro scontro, si intromette tra di loro una misteriosa ragazza che Satsuki riconosce come Nui Harime, la Grand Couturier della Revocs Corporation posseduta da sua madre, Ragyo. Nui sbroglia subito l'uniforme di Uzu rompendo i suoi fili di trama, le biofibre che le danno forma. Ricevuto il permesso di combattere contro Ryuko da una Satsuki sconcertata, Nui tira fuori una lama forbice viola e rivela a Ryuko di essere colei che ha ucciso Isshin, mandando Ryuko su tutte le furie. |                  |         |
| 12  | Sputa sulla tua tristezza 「悲しみにつばをかけろ」 - Kanashimi ni tsuba o kakero | 19 dicembre 2013 |         |
| 12  | Mentre Ryuko la attacca furiosamente, Nui rammenta come ha ucciso Isshin col grosso paio di forbici di sua stessa creazione e rubato una delle lame forbice, perdendo tuttavia un occhio. Intanto, il sangue bollente di Ryuko dovuto alla sua rabbia crescente ha un effetto avverso su Senketsu, facendolo andare fuori controllo e consumandola, col risultato della creazione di una forma mostruosa. Mako e la sua famiglia giungono sul luogo per salvare Ryuko dal dissanguamento, mentre Tsumugu prova ad attirare lontano Nui per dare l'opportunità ad Aikuro di usare il proiettile dall'effetto adesivo su Ryuko. Satsuki indossa la sua veste divina per fermare Ryuko, ma è Mako che riesce, con uno schiaffo, a farla tornare in sé, salvandole la vita. Irritata dall'interferenza di Nui, Satsuki la bandisce dal terreno scolastico. Pochi giorni dopo, quando Ryuko si riprende dalla battaglia, Satsuki rivela che è stata lei ad ordinare a Nui di rubare le lame forbice a Isshin, per poi affermare che gli scontri di Ryuko con i Quattro Deva sono stati utili a perfezionare le ultra uniformi, in modo che possano conquistare qualsiasi scuola le si opponga. |                  |         |
| 13  | Cado a pezzi per te, più o meno 「君に薔薇薔薇…という感じ」 - Kimi ni barabara… to iu kanji | 9 gennaio 2014   |         |
| 13  | Satsuki prepara un'invasione su Osaka, Kyoto e Kobe, rifornendo gli studenti di nuove ultra uniformi create in base ai dati raccolti sulle battaglie di Ryuko. Nel frattempo, Ryuko continua ad essere di cattivo umore per aver perso il controllo di Senketsu ed è riluttante a rindossarlo. Le si avvicina uno studente sospeso, ex membro del club di giornalismo, di nome Shinjiro Nagita, che la prega di unirsi alla battaglia contro le imprese belliche di Satsuki, ma lei si rifiuta. Il giorno dopo, Mako viene incastrata nella gita di distruzione per aver distribuito clandestinamente il giornalino di Shinjiro. Intanto, incoraggiata da Senketsu, Ryuko lo indossa per aiutare Shinjiro, il quale si rivela essere una Nui mascherata con l'obiettivo di ingannare Ryuko per farle rimettere la veste divina. Incapace di combattere a piena potenza per paura di perdere il controllo ancora una volta, Ryuko viene sconfitta da Nui e Senketsu viene fatto a pezzi. Satsuki, dopo aver costretto Nui a ritirarsi, prende tutti i frammenti di Senketsu, ad eccezione di uno, e li distribuisce agli studenti adeguati per ottenere dati durante la gita di distruzione. |                  |         |
| 14  | Corri come il vento 「急げ風のように」 - Isoge kaze no yō ni | 16 gennaio 2014  |         |
| 14  | Dopo essersi risvegliata nel rifugio di Aikuro, Ryuko scopre che la coscienza di Senketsu vive ancora nella sciarpa che è riuscita a tenere stretta. Dopo aver scoperto cos'è successo agli altri pezzi, Ryuko si dirige verso la regione del Kansai, dove Satsuki ha iniziato la sua operazione di invasione. Mentre i Quattro Deva attaccano le scuole principali nell'area delle tre città, Ryuko interrompe ognuna delle loro incursioni e recupera i frammenti che erano stati dati ad alcuni studenti per aumentare il loro potere, prima di raggiungere la sua prossima destinazione, riunendosi alla fine con Mako ad Osaka. Con quasi tutti i pezzi di Senketsu raccolti, Ryuko si prepara ad affrontare Satsuki, la quale possiede il guanto, che costituisce l'ultimo frammento. |                  |         |
| 15  | Non mi fermerò mai 「どうにもとまらない」 - Dōnimo tomaranai | 23 gennaio 2014  |         |
| 15  | Satsuki si scontra con il boss avido di denaro di Osaka, Kaneo Takarada, che combatte contro di lei usando la sua tuta robot Dotonbori. Tuttavia, viene messo in difficoltà dall'arrivo dei Quattro Deva e dalle loro nuove ultra uniformi a tre stelle, per poi essere rapidamente sconfitto da Uzu. Ryuko giunge ben presto sulla scena per affrontare Satsuki con l'aiuto di Aikuro, Tsumugu e l'organizzazione dei Nudist Beach. Mentre i Nudist Beach combattono contro i Quattro Deva, Ryuko decide di usare la propria pelle come ricambio del guanto in modo da potersi trasformare con Senketsu, recuperando così l'ultimo frammento da Satsuki. Dopo essere stata disarmata della sua lama forbice, Ryuko usa Senketsu per strappare via dalle mani di Satsuki la sua spada, portando lo scontro a un punto morto. Ryuko costringe dunque Satsuki a ritirare le sue truppe, invece di uccidersi semplicemente a vicenda, sebbene Satsuki abbia raggiunto comunque il suo obiettivo di distruggere la base dei Nudist Beach. Mentre Satsuki e le sue truppe si allontanano, Aikuro accetta di dire a Ryuko tutto ciò che ha bisogno di sapere. |                  |         |
| 16  | È più forte di lei 「女はそれを我慢できない」 - Onna wa sore o gaman dekinai | 30 gennaio 2014  |         |
| 16  | Satsuki torna alla sua villa per riprendersi dalla battaglia con Ryuko. Impressionata dalla bravura della figlia con Junketsu, Ragyo mostra a Satsuki una camera della villa contenente la biofibra originale, un extraterrestre parassita che produce le altre biofibre per nutrirsi degli esseri umani. Dà quindi istruzioni a Satsuki sull'organizzazione di un festival studentesco come passo finale del suo piano per distribuire i COVERS, un esercito di vestiti fatti di biofibre, in tutto il mondo. Nel frattempo, Aikuro e Tsumugu guidano Ryuko e Mako a una sezione intatta della loro base sotterranea. Lì, Aikuro rivela che le biofibre sono ciò che ha indotto l'umanità ad evolversi negli Homo sapiens e a provare l'istinto naturale di indossare abiti. Spiega anche che Isshin, colui che ha fondato i Nudist Beach, ha creato Senketsu per farlo indossare da Ryuko, dato che mostra un'alta resistenza alle biofibre, e darle il potere necessario per combattere i Kiryuin una volta arrivata l'ora. Ryuko rimane indignata dal fatto che i Nudist Beach vedano Senketsu come niente più che un'arma e se lo toglie, rifiutandosi di fargli uccidere i suoi stessi simili. Ritenendo non abbiano più alcun valore, Tsumugu si prepara ad eliminare sia Ryuko che Senketsu. |                  |         |
| 17  | Dimmi perché 「何故にお前は」 - Naze ni omae wa | 6 febbraio 2014  |         |
| 17  | Dopo che Mako e Senketsu impediscono la battaglia tra Ryuko e Tsumugu, Aikuro spiega a Ryuko che la sorella di Tsumugu, Kinue, è morta in un esperimento con le biofibre e che Senketsu è stato fatto con il DNA di Ryuko, ragion per cui lei è la sola che possa indossarlo e comunicarci. Nel frattempo, l'Istituto Honnouji si prepara per il grande festival sportivo culturale per celebrare la visita di Ragyo della scuola. Sapendo che l'evento è, in realtà, una copertura per un esperimento finale in cui tutta la città di Honnocho verrà concessa in sacrificio alle biofibre, Ryuko e gli altri si dirigono verso l'istituto, dove la cerimonia ha inizio. Mentre Ragyo inizia a far divorare dalle biofibre chiunque sia presente nello stadio, Ryuko e compagnia arrivano sulla scena. Improvvisamente, Satsuki trafigge Ragyo nella schiena e annuncia la sua ribellione contro di lei e le biofibre, rivelando che questo era l'obiettivo per cui aveva creato l'Istituto Honnouji. |                  |         |
| 18  | Colei che corre nella notte 「夜へ急ぐ人」 - Yoru e isogu hito | 13 febbraio 2014 |         |
| 18  | Una volta liberati tutti gli studenti e cittadini intrappolati dalle biofibre, i Quattro Deva combattono contro Nui, mentre Mako dà una mano con l'evacuazione. Nel frattempo, Satsuki rivela come Ragyo l'aveva usata per i suoi esperimenti con le biofibre, così come aveva sfruttato sua sorella neonata, abbandonata da Ragyo dopo aver fallito un test. Tuttavia Ragyo, la quale è in grado di rigenerarsi le ferite, si libera e prende il controllo degli studenti, trasformandoli nel suo esercito personale. Mentre Aikuro e Tsumugu li affrontano, Ragyo assume il controllo di Ryuko, mandandola contro Satsuki, ma Ryuko riesce a riprendersi con la forza di volontà. Subito dopo, Ryuko combatte contro Nui, mentre Satsuki affronta Ragyo, tagliandole la testa. Tuttavia, Ragyo sopravvive grazie a una biofibra rimasta intatta, annientando completamente Satsuki e rubandole Junketsu. Mentre un esercito di COVERS appare nel cielo, Ragyo estrae il cuore di Ryuko, ricoperto di biofibre, rivelandole di essere la sua presunta figlia deceduta. |                  |         |
| 19  | Quando arrivo piove sempre 「たどりついたらいつも雨ふり」 - Tadoritsuitara itsumo amefuri | 20 febbraio 2014 |         |
| 19  | Mentre i COVERS iniziano a rapire i cittadini, Mako inclusa, usando la loro essenza vitale per alimentarsi, Satsuki attiva un'esplosione per far scappare Ryuko. Un mese più tardi, i Quattro Deva si uniscono ai Nudist Beach per combattere contro i COVERS, che stanno conquistando l'intero Giappone, mentre Ryuko è rimasta in coma sin dalla battaglia. Nel frattempo, Satsuki è stata imprigionata da Ragyo, la quale le spiega che suo padre, Soichiro, ha messo in scena la propria morte e si è camuffato da Isshin per crescere Ryuko e preparare la sua vendetta contro di lei. Intanto, i Quattro Deva prendono presto posizione contro i COVERS usando un nuovo strumento per salvare Mako. Appena i COVERS cominciano a fare rumori assordanti come meccanismo di difesa, Ryuko si risveglia dal sonno, distruggendoli e salvando le persone da loro imprigionate con un solo colpo. Tuttavia, si mostra ostile nei confronti di Senketsu, sentendo di essere lei stessa un mostro disumano, e afferma che non lo indosserà mai più. |                  |         |
| 20  | Via dalla pazza folla 「とおく群衆を離れて」 - Tōku gunshū o hanarete | 27 febbraio 2014 |         |
| 20  | Dei cloni di carta di Ragyo e Nui appaiono davanti a Ryuko, persuadendola a tornare all'Istituto Honnouji per affrontarle. Rifiutando qualsiasi aiuto da parte degli altri, Ryuko parte per Honnouji da sola. Dopo aver violato il sistema delle telecamere di sicurezza di Honnouji e aver individuato la posizione di Satsuki, gli alleati di Ryuko capiscono, dalle sue azioni, che sta pianificando qualcosa. Con la loro determinazione appena rinnovata, si mettono in viaggio sulla nave da guerra Sole Nudo di Aikuro e si dirigono verso l'Istituto Honnouji per partecipare alla battaglia. Intanto, Ryuko arriva sul luogo ed affronta Nui, la quale rivela di avere anche lei un corpo di biofibre. Ragyo la intrappola e la costringe ad indossare Junketsu, che inizia a riscriverle i ricordi per farle credere di essere stata amorevolmente cresciuta da lei sin dalla nascita. Nel frattempo, Satsuki fugge dalla prigionia e raggiunge i Nudist Beach sul Sole Nudo. Dato che Ryuko, ora vestita con Junketsu, arriva sulla nave per attaccarli, Satsuki indossa Senketsu e si prepara ad affrontarla. |                  |         |
| 21  | Incompleta 「未完成」 - Mikansei | 6 marzo 2014     |         |
| 21  | Satsuki e Senketsu danno inizio alla loro battaglia contro Ryuko nel tentativo di riportarla alla ragione, ma vengono ben presto sopraffatti. I Quattro Deva si uniscono dunque alla battaglia, distraendo Ryuko in modo da dare ad Ira l'opportunità di usare il suo congegno per provare a rimuovere Junketsu. Tuttavia, il loro piano viene sventato dall'arrivo di Nui, la quale rivela che ha cucito la veste divina alle biofibre di Ryuko e che rimuoverlo con la forza la porterebbe alla morte. Nel frattempo, Ragyo torna alla villa dei Kiryuin e usa il potere dei COVERS per far volare la biofibra originale. Intanto, Mako prova a far ragionare Ryuko, e Senketsu le si mette addosso per proteggerla. Proprio in quel momento, Satsuki riesce a creare un'apertura per far entrare Mako e Senketsu nel corpo di Ryuko, dove le loro parole riescono a raggiungerla, facendola rinsavire e permettendole di liberarsi da Junketsu. |                  |         |
| 22  | Bocca, parlami di te con ardore 「唇よ、熱く君を語れ」 - Kuchibiru yo, atsuku kimi o katare | 13 marzo 2014    |         |
| 22  | Ryuko si riunisce con Senketsu e combatte contro Nui, recuperando entrambe le lame forbice ed usandole per distruggerle le braccia. Mentre Nui viene salvata da Rei Hououmaru, la segretaria di Ragyo, i Quattro Deva e i Nudist Beach approfittano dei COVERS impiegati per la sua fuga per recuperare alleati e biofibre. Successivamente, Satsuki permette a Ryuko di darle un pugno in segno di penitenza per averla manipolata, ma i Quattro Deva ostacolano i suoi colpi. Rendendosi conto che Satsuki ha degli amici che la supportano proprio come lei, Ryuko accetta le sue scuse e le consente di combattere al suo fianco. Dopo una festa di riconciliazione, Satsuki spiega che il piano di Ragyo per la conquista del mondo prevede il collegamento della biofibra originale con il satellite sull'Istituto Honnouji, facendo diventare così ogni essere umano un essere di biofibra. Mentre Ryuko e Satsuki si allontanano insieme per confrontarsi con Ragyo, Mako, equipaggiata con una nuova ultra uniforme, rimane indietro con gli altri per difendere il Sole Nudo da un COVERS di taglia enorme. |                  |         |
| 23  | Imitation Gold 「イミテイション・ゴールド」 - Imiteishon Gōrudo | 20 marzo 2014    |         |
| 23  | Ryuko e Satsuki raggiungono la biofibra originale per affrontare Ragyo, la quale brandisce delle lame che si rivelano resistenti persino alle loro armi. Nel frattempo, dato che Mako sconfigge facilmente i COVERS sul Sole Nudo, la biofibra originale cambia direzione per attaccare la nave, ma i Quattro Deva entrano in scena dotati di nuove ultra uniformi per assisterla. Intanto, nel corso della battaglia, Ragyo taglia il corpo di Ryuko in due, però ben presto si scopre essere tutto un piano di Ryuko per farla distrarre da Satsuki, in modo tale da rigenerarsi nell'oceano e mirare alla biofibra. Riesce poi a tagliare il nucleo della biofibra e a farla crollare, spronata dall'arrivo di Mako, che usa la sua incredibile forza di volontà, insieme all'aiuto degli altri studenti di Honnouji, per lanciare il Sole Nudo, sotto forma di gigantesco pugnale, verso la biofibra. Tuttavia, Nui finisce le preparazioni per la veste divina definitiva di Ragyo, Filato Divino Koketsu, che assorbe Rei per attivarsi. Ryuko e gli altri si preparano dunque per la battaglia finale. |                  |         |
| 24  | Al di là delle sconfinate tenebre 「果てしなき闇の彼方に」 - Hateshinaki yami no kanata ni | 27 marzo 2014    |         |
| 24  | Ragyo sfrutta i poteri di Filato Divino Koketsu per negare gli effetti di qualsiasi veste divina e ultra uniforme. Subito dopo, rianima la biofibra originale per farla fondere con tutti i presenti, ma Senketsu, rivelandosi immune alla tecnica nemica, riesce a buttare Rei fuori da Koketsu e ripristina i poteri degli altri. Mentre i Quattro Deva e i Nudist Beach colgono l'occasione per distruggere il collegamento fra il terminale terrestre ed il satellite, Ryuko e Satsuki infliggono un duro colpo a Ragyo. Tuttavia, Nui si fonde con la biofibra originale e si unisce a Ragyo, consentendole così di lanciarsi nello spazio ed attivare il satellite manualmente. Mentre il pianeta viene racchiuso in un bozzolo di biofibra, Ryuko assorbe tutte le ultra uniformi dei suoi alleati per formare Senketsu-Kisaragi ed affrontare Ragyo, facendosi colpire di proposito dai suoi attacchi in modo da fornire a Senketsu il potere necessario per assorbire Koketsu ed eliminare tutte le biofibre. Dopo che Ragyo, incapace di accettare la sconfitta, pone fine alla sua vita, Senketsu usa le sue ultime forze per riportare Ryuko sana e salva sulla Terra, dove si riunisce con amici e famiglia. In un mondo dove ormai si è liberi di indossare i vestiti che si vuole, Ryuko inizia una nuova vita con Mako e Satsuki. |                  |         |
| OAV | |                  |         |
| 25  | Di nuovo addio 「さよならをもう一度」 - Sayonara o mōichido | 3 settembre 2014 |         |
| 25  | Come prestabilito, inizia l'ultima cerimonia di diploma all'Istituto Honnouji che coincide con il giorno di chiusura della scuola stessa, ma a tenere il discorso c'è una sosia di Satsuki sostenuta da altri quattro sosia dei rispettivi Deva, che aprono un combattimento contro i veri studenti. I sosia non sono altro che la materializzazione con biofibre da guerra dell'oppressione esercitata dal consiglio degli studenti, animata proprio da Satsuki e da Mako che sono state catturate. A capo dell'assalto c'è Rei Hououmaru, l'ultima tirapiedi di Ragyo rimasta in vita per pietà di Satsuki, che ha deciso di sfruttare la capacità di eccitazione delle biofibre da guerra delle sue prigioniere per compiere la sua vendetta. Anche la filiera difensiva finale passa sotto il controllo del nemico ma Ryuko, dopo aver preso al volo le forbici arrivate dal cielo, mette fine all'attacco compiendo a tutti gli effetti un taglio netto col rancore appartenente al passato. L'Istituto Honnouji e la città ad esso sottomessa stanno sprofondando nel mare, così tutti gli studenti e gli abitanti si apprestano ad abbandonarlo volgendosi verso una nuova vita. |                  |         |